# 马回岭镇
马回岭镇是中华人民共和国江西省九江市柴桑区下辖的一个镇，位于庐山南麓，建成于清代崇德年间，是连接德安（高塘乡）、星子（温泉、泽泉乡）、九江（岷山乡）三县的要冲，自古为兵家必争之地。早在三国东吴时周瑜曾在这里指挥陆军、训练水兵，至今还留有陆军点将台、系马桩、跑马埂、游马丘、唱歌岭等遗址。晋代文学家陶渊明的墓地，靖节墓也在境内。全镇辖9个行政村，一个良种场和一个居委会，面积90平方公里，总人口2.9万人。境内交通便利，南浔铁路、昌九高速公路、环庐山南路、105国道纵横全境，庐山机场座落在本镇蔡桥村。

## 历史
马回岭境内的马回岭火车站曾是南昌起义的前沿阵地。起义前夕，贺龙在马回岭火车站巧布疑兵，使起义大军顺利进入南昌。之后聂荣臻带领国民革命军第二十五师参加南昌起义，在马回岭火车站拦截了从九江出发增援南昌的张发奎部队，确保了南昌起义的胜利。
在抗日战争时期，1938年的武汉会战中，第九战区第一兵团司令薛岳在德安、瑞昌、庐山地区，布下反八字阵，迎战冈村宁次的第11军。8月3日，日军的106师团沿南浔铁路南下进攻南昌，到达马回岭附近，遭到以金官桥为主阵地的薛岳部队阻击。为抗日以来第一次（接近）全歼整个日本师团的万家岭大捷揭开了序幕。

## 行政区划
马回岭镇下辖以下地区：
秀峰社区、红桥村、蔡家桥村、蛟田村、排山村、铭山村、朝阳村、富民村、杨柳村、马头村和良种场生活区。

## 交通
- 京九铁路：马回岭站